# Хиробрин
Хиробрин, или Херобрин, — городская легенда и крипипаста из компьютерной игры Minecraft. Хиробрин представляет собой версию персонажа Стива, но с полностью белыми глазами без зрачков и поведением, которое в основном заключается в разрушении мира игрока. Легенда возникла из анонимного поста на имиджборде 4chan в 2010 году, где автор сообщил о встрече со странной фигурой в однопользовательском мире. Когда он попытался поговорить о ней с другими игроками, его сообщения были удалены. Легенда была популяризирована видеоблогерами и стримерами.
Хиробрин стал частью популярной культуры, а также интернет-мемом. Интерес к персонажу вдохновил многих на создание собственных историй встреч с Хиробрином, а также на создание модификаций для Minecraft, которые добавляют его в игру. Интерес к персонажу сохранялся и в 2020-х годах, что привело к повторному обнаружению ранее утерянных медиаматериалов, связанных с первоначальными наблюдениями. Хиробрин считается одной из самых известных легенд в видеоиграх, а его популярность привела к тому, что он попал в Книгу рекордов Гиннесса как один из лучших злодеев видеоигр, несмотря на то, что он никогда не существовал. Персонаж неоднократно упоминался разработчиками Minecraft.

## Происхождение
В 2010 году, во время альфа-тестирования Minecraft, на имиджборде 4chan был опубликован пост, автор которого утверждал, что во время игры столкнулся с неизвестным существом. Автор поста утверждал, что вскоре после создания нового мира увидел вдалеке нечто, похожее на корову, и приблизился к ней, чтобы убить. Вместо коровы игрок увидел игрового персонажа с полностью белыми глазами, который смотрел из тумана, и исчезал, когда игрок к нему приближался. Позже, автор увидел в своём мире странные постройки, которые он не создавал. Когда автор попытался рассказать об этом другим игрокам на форуме, его сообщения были удалены, а ему пришло сообщение от пользователя под ником «Herobrine», которое содержало всего одно слово: «стоп». Автор утверждал, что другие игроки сообщили ему, что Herobrine — это псевдоним брата Нотча, создателя Minecraft. В посте говорилось, что Нотч в ответ на вопросы о том, есть ли у него брат, сказал: «Был, но его больше нет с нами».
Примерно в то же время в другом посте на 4chan говорилось о другом существе, с которым автор, по-видимому, столкнулся в пещере после прослушивания внутриигрового музыкального диска «13». У существа также были белые глаза, и он тоже скрывался в тумане. Это существо назвали просто «Белые глаза». Как полагают, он был связан с Хиробрином. Вскоре после публикации оригинальных историй стримеры, увидевшие оригинальные посты, подстроили собственные «встречи» с Хиробрином.
После трансляции один из стримеров заявил, что его компьютер сломался при попытке снова выйти в эфир. Затем он поделился веб-страницей под названием «him.html», на которой было изображение Стива, но пиксельные глаза были заменены на реалистичные, движущиеся. Этот случай дал Хиробрину дополнительное прозвище «HIM». После этих трансляций популярность Хиробрина подскочила во всём сообществе Minecraft, и люди создавали свои собственные предполагаемые «встречи», а также разрабатывали моды, чтобы самостоятельно добавить персонажа в игру. В историях и модах, посвященных Хиробрину, его обычно вызывают посредством создания постройки из золота и других игровых материалов. Чаще всего Хиробрин строит странные постройки, разрушает блоки, роет ямы и тоннели, срезает листья с деревьев.

## Влияние

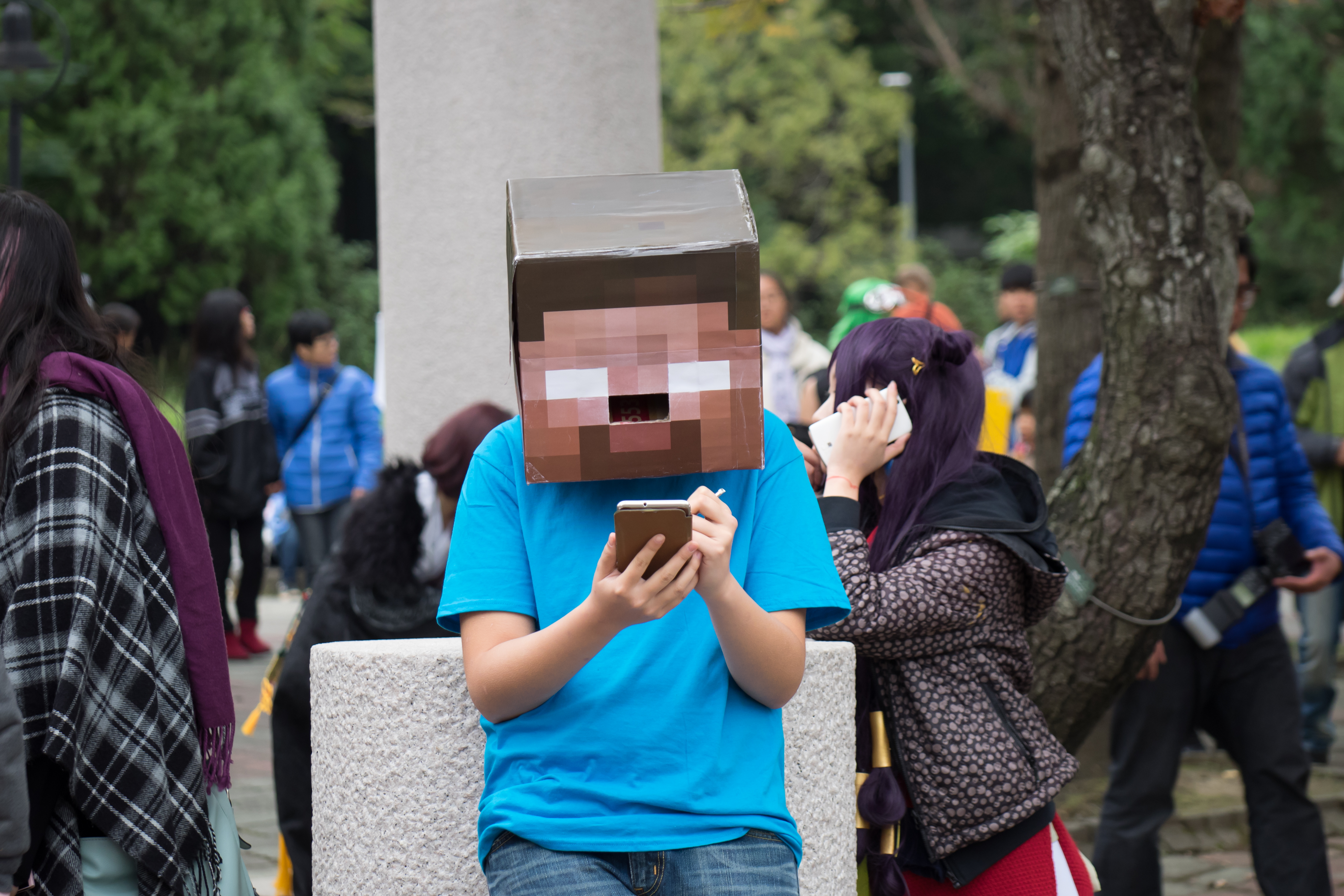
Косплеер в маске Хиробрина

Хиробрин приобрел широкую популярность в 2010-х годах, став заметной частью сообщества Minecraft и интернет-мемом. Фанаты создали ещё несколько крипипаст, например Entity 303, однако ни одна из них не смогла стать настолько популярной, как Хиробрин. Автор VG247 Надя Оксфорд описала Хиробрина как одно из фан-творений Minecraft, а автор IGN Пол Дин написал, что Хиробрин — это «самый популярный пример призрака в играх». Лорен Мортон из PC Gamer написала, что, несмотря на то, что Хиробрин никогда не существовал на самом деле, персонаж «живет в умах множества игроков Minecraft», которые интересовались им в детстве и молодости. Габриэль Менотти привел Хиробрина как пример того, как пользовательские записи для видеоигр могут изменить воображение игроков и представить игру за пределами её первоначальных рамок.
Некоторые игроки считали, что Хиробрин реален, несмотря на то, что персонаж никогда не существовал, что побудило сотрудников Mojang прокомментировать легенду. В частности, Нотч неоднократно отрицал существование Хиробрина, а в 2011 году написал в Твиттере, что у него никогда не было брата. Несмотря на это, Mojang сделали много отсылок на Хиробрина, например, часто в описании обновления в качестве шутки говорится, что «Хиробрин был удалён». «Обычно мы не говорим о Хиробрине», — сообщил ведущий дизайнер Minecraft Йенс «Джеб» Бергенстен в интервью изданию G1. «Это загадка […] и мы не можем точно сказать, правда это или ложь». Директор игры Агнес Ларссон отметила, что существо в игре, известное как Страж, было вдохновлено «страшными мифами» сообщества. В фильме Minecraft в кино, являющемся экранизацией игры, присутствует сцена, в которой персонаж Стив (в исполнении Джека Блэка) изображён со светящимися белыми глазами. Этот эпизод был воспринят частью зрителей как отсылка к Хиробрину. Однако креативный директор Торфи Франс Олафссон пояснил, что эффект белых глаз возник в результате сбоя визуальных эффектов, который был оставлен в финальной версии из-за нехватки времени. Некоторые фанаты расценили это как ироничное совпадение.
В 2013 году Хиробрин занял 46-е место в опросе «50 лучших злодеев видеоигр всех времен», организованном Книгой рекордов Гиннесса. Были опубликованы фанатские книги про Хиробрина. В 2021 году постоянный интерес к истории привел к тому, что одна группа игроков обнаружила оригинальный мир, где, по легенде, появился Хиробрин.